# Congrogadus malayanus
Congrogadus malayanus är en fiskart som först beskrevs av Weber, 1909.  Congrogadus malayanus ingår i släktet Congrogadus och familjen Pseudochromidae. Inga underarter finns listade i Catalogue of Life.